# Białawoda (Petite-Pologne)
Pour les articles homonymes, voir Białawoda.
Białawoda (prononciation : [bʲawaˈvɔda]) est une localité polonaise de la gmina de Łososina Dolna, située dans le powiat de Nowy Sącz en voïvodie de Petite-Pologne.